# Lista de países por número de bilionários
| Sem dados ou 0 1–5 6–10 11–50 | 51–100 101–500 501+ |

Países pelo número de bilionários por patrimônio líquido (dólar dos EUA) em 2017
Sem dados ou 0
1–5
6–10
11–50
51–100
101–500
501+

Esta é uma lista de países por número de residentes bilionários, com base em avaliações anuais do patrimônio líquido em dólares dos Estados Unidos de indivíduos ricos no mundo todo.

## Forbes
| Classificação | País/Território        | Número de bilionários | Número de bilionários por milhão de pessoas |
| ------------- | ---------------------- | --------------------- | ------------------------------------------- |
|               | Mundo                  | 2,668                 | 0.35                                        |
| 1             | Estados Unidos         | 735                   | 1.853                                       |
| 2             | China                  | 539                   | 0.276                                       |
| 3             | Índia                  | 166                   | 0.101                                       |
| 4             | Alemanha               | 134                   | 1.553                                       |
| 5             | Rússia                 | 83                    | 0.677                                       |
| 6             | Hong Kong              | 67                    | 8.830                                       |
| 7             | Canadá                 | 64                    | 1.147                                       |
| 8             | Brasil                 | 62                    | 0.211                                       |
| 9             | Itália                 | 52                    | 0.607                                       |
| 10            | Taiwan                 | 51                    | 1.529                                       |
| 11            | Reino Unido            | 49                    | 0.674                                       |
| 12            | Austrália              | 46                    | 1.203                                       |
| 13            | Suécia                 | 45                    | 2.987                                       |
| 14            | França                 | 43                    | 0.579                                       |
| 15            | Suíça                  | 41                    | 4.044                                       |
| 15            | Coreia do Sul          | 41                    | 0.540                                       |
| 17            | Japão                  | 40                    | 0.207                                       |
| 18            | Indonésia              | 30                    | 0.056                                       |
| 18            | Israel                 | 30                    | 3.158                                       |
| 20            | Tailândia              | 28                    | 0.300                                       |
| 21            | Espanha                | 27                    | 0.507                                       |
| 22            | Singapura              | 26                    | 4.573                                       |
| 23            | Turquia                | 24                    | 0.275                                       |
| 24            | Filipinas              | 20                    | 0.136                                       |
| 25            | Malásia                | 17                    | 0.366                                       |
| 26            | México                 | 15                    | 0.095                                       |
| 27            | Noruega                | 13                    | 2.226                                       |
| 28            | Áustria                | 11                    | 1.007                                       |
| 28            | Holanda                | 11                    | 0.626                                       |
| 30            | República Tcheca       | 9                     | 0.747                                       |
| 30            | Irlanda                | 9                     | 1.808                                       |
| 30            | Dinamarca              | 9                     | 1.370                                       |
| 33            | Chile                  | 7                     | 0.356                                       |
| 34            | Egito                  | 6                     | 0.059                                       |
| 34            | Finlândia              | 6                     | 1.090                                       |
| 34            | Ucrânia                | 6                     | 0.144                                       |
| 34            | Líbano                 | 6                     | 0.886                                       |
| 34            | Polônia                | 6                     | 0.157                                       |
| 35            | Portugal               | 5                     | 0.497                                       |
| 40            | Cazaquistão            | 4                     | 0.212                                       |
| 40            | África do Sul          | 4                     | 0.067                                       |
| 40            | Argentina              | 4                     | 0.087                                       |
| 40            | Emirados Árabes Unidos | 4                     | 0.427                                       |
| 40            | Vietnã                 | 4                     | 0.041                                       |
| 44            | Colômbia               | 3                     | 0.059                                       |
| 44            | Chipre                 | 3                     | 3.378                                       |
| 44            | Grécia                 | 3                     | 0.280                                       |
| 44            | Mônaco                 | 3                     | 78.740                                      |
| 44            | Nigéria                | 3                     | 0.014                                       |
| 49            | Bulgária               | 2                     |                                             |
| 49            | Peru                   | 2                     | 0.061                                       |
| 49            | Nova Zelândia          | 2                     | 0.391                                       |
| 49            | Romênia                | 2                     | 0.104                                       |
| 49            | Eslováquia             | 2                     | 0.366                                       |
| 49            | Geórgia                | 2                     | 0.537                                       |
| 49            | Uruguai                | 2                     |                                             |
| 56            | Barbados               | 1                     |                                             |
| 56            | Estônia                | 1                     |                                             |
| 56            | Nepal                  | 1                     | 0.033                                       |
| 56            | Marrocos               | 1                     | 0.028                                       |
| 56            | Oman                   | 1                     | 0.223                                       |
| 56            | Bélgica                | 1                     | 0.087                                       |
| 56            | Venezuela              | 1                     | 0.035                                       |
| 56            | Argélia                | 1                     | 0.022                                       |
| 56            | Angola                 | 1                     | 0.031                                       |
| 56            | Guernsey               | 1                     | 15.834                                      |
| 56            | Hungria                | 1                     | 0.103                                       |
| 56            | Islândia               | 1                     | 2.713                                       |
| 56            | Liechtenstein          | 1                     | 25.710                                      |
| 56            | Macau ( China)         | 1                     | 1.464                                       |
| 56            | Kuwait                 | 1                     | 0.224                                       |
| 56            | Tanzania               | 1                     | 0.017                                       |
| 56            | Zimbabwe               | 1                     | 0.063                                       |
| 56            | Qatar                  | 1                     | 0.368                                       |

## Relatório de Riqueza de Knight Frank
| Classificação | País/Território | Número de bilionários |
| ------------- | --------------- | --------------------- |
|               | Mundo           | 3.381                 |
| 1             | Estados Unidos  | 585                   |
| 2             | China           | 373                   |
| 3             | Alemanha        | 123                   |
| 4             | Índia           | 119                   |
| 5             | Rússia          | 101                   |
| 6             | Hong Kong       | 64                    |
| 7             | Reino Unido     | 54                    |
| 8             | Canadá          | 46                    |
| 9             | Coreia do Sul   | 44                    |
| 10            | Itália          | 43                    |
| 11            | França          | 40                    |
| 12            | Suíça           | 36                    |
| 13            | Japão           | 35                    |
| 13            | Taiwan          | 35                    |
| 14            | Austrália       | 34                    |